# Partido Libertas Alemania
El Partido Libertas Alemania (alemán: Libertas Partei Deutschland) fue un partido político alemán de ideología euroescéptica fundado en 2009. Era miembro del movimiento paneuropeo Libertas.eu, establecido para impedir el Tratado de Lisboa.

## Historia
En marzo de 2009, la fundación de Libertas Alemania se dio a conocer en una conferencia de prensa en Berlín.
Sin embargo, Libertas Alemania no pudo obtener 4.000 firmas certificadas a finales de marzo para inscribirse en las elecciones europeas de 2009. Este fracaso fue descrito por el Irish Times como "un duro golpe a las ambiciones pan-europeas de la organización" (refiriéndose a Libertas.eu).
En cambio, el partido madre Libertas.eu encontró en mayo de 2009 una filial alemana en el pequeño partido conservador cristiano AUF para participar en las elecciones europeas de 2009. Sin embargo, como el AUF ya había presentado sus listas electorales, el nombre de la lista no incluyó el nombre de Libertas, a diferencia de las listas de partidos afiliados en otros países europeos.